# Nāḩiyat Ḩammām Wāşil
Nāḩiyat Ḩammām Wāşil (arabiska: ناحية حمام واصل) är ett subdistrikt i Syrien.   Det ligger i provinsen Tartus, i den västra delen av landet, 180 km norr om huvudstaden Damaskus.
Trakten runt Nāḩiyat Ḩammām Wāşil består till största delen av jordbruksmark. Runt Nāḩiyat Ḩammām Wāşil är det tätbefolkat, med 511 invånare per kvadratkilometer.